# Meister von Blutenburg
Mit Meister von Blutenburg wird der gotische Bildschnitzer bezeichnet, der um 1490 oder um 1500 aus Lindenholz  einen Skulpturenzyklus bestehend aus Christus, Maria und den zwölf Aposteln für die Blutenburger Kapelle geschaffen hat. Um den Notnamen des Meisters zu detaillieren und ihn von anderen in Blutenburg namentlich nicht bekannten vertretenen Künstlern zu unterscheiden, wird er dann meist der Meister der Blutenburger Apostel genannt.
Der Stil des Meisters zeichnet sich aus durch Feingliedrigkeit der Figuren und Milde in ihren Gesichtern. Auch wegen des typischen Faltenwurfs werden dem im Süden Deutschlands tätigen bis heute unbekannten Meister weitere Werke zugeschrieben, die auf eine Schaffenszeit zwischen 1480 und 1510 schließen lassen.
In früherer Zeit ging man davon aus, dass es sich bei dem Meister von Blutenburg um Erasmus Grasser handelt. Von dieser These ist man jedoch abgekommen, vermutet jedoch, dass der Schöpfer der Figuren aus der Schule Grassers stammt.

## Werk (Auswahl)

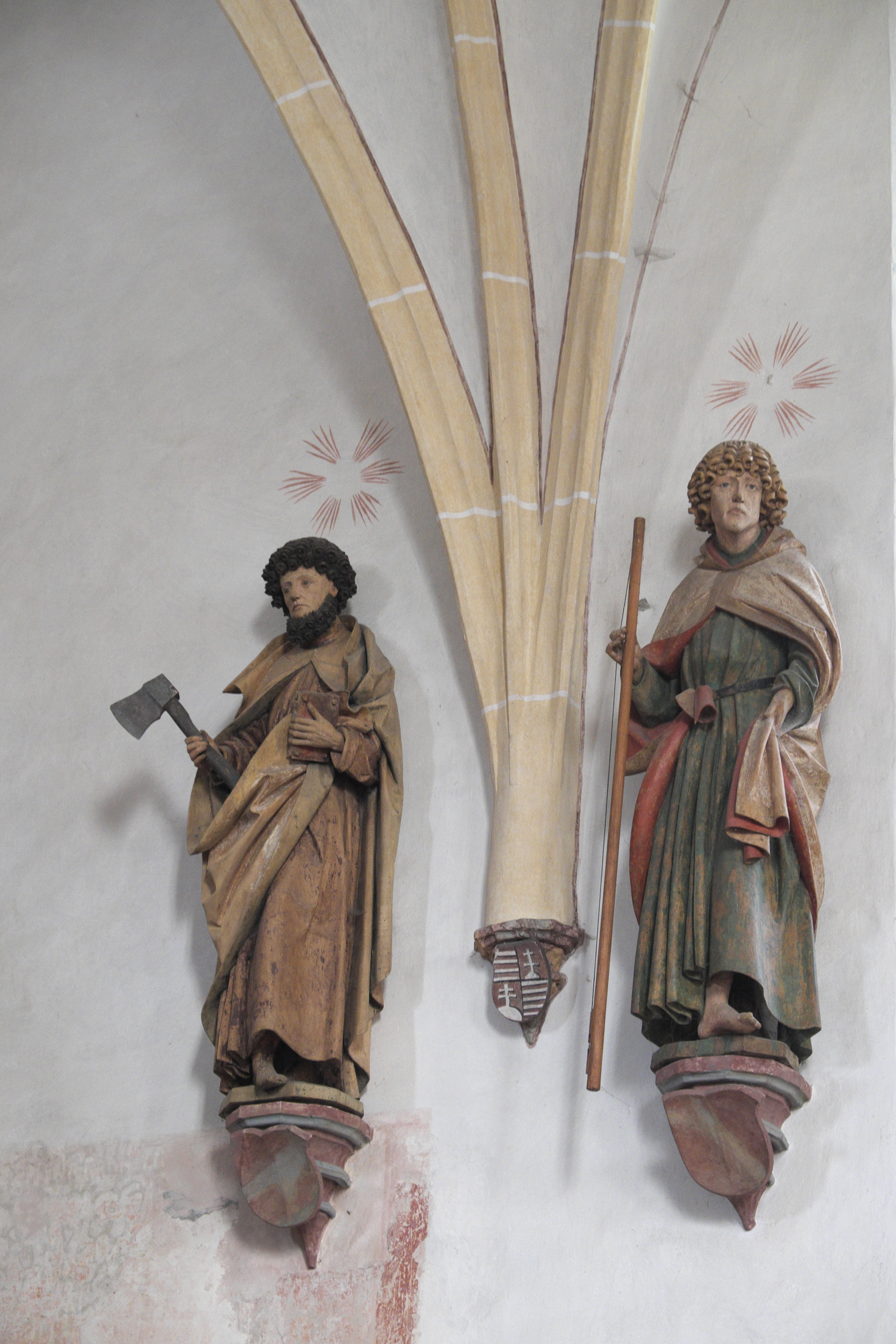
Zwei Apostel aus der Schlosskapelle Blutenburg

- Blutenburger Apostel. Blutenburg, Schlosskapelle
- Heiliger Bartholomäus. Nürnberg, Germanisches Nationalmuseum
- Erzengel Michael. Freising, Diözesanmuseum für Christliche Kunst des Erzbistums München und Fresing pdf mit Abbildung
- Thronende Muttergottes mit Kind (ehem. Teil des spätgotischen Hochaltars), Rottenbuch, ehem. Augustiner-Chorherren-Stiftskirche St. Maria
- Die beiden Johannes. Erding, Stadtpfarrkirche St. Johannes
- Schmerzende Mutter Maria aus dem Fürstlich Fürstenbergischen Bilderschatz Donaueschingen, heute Privatsammlung Würth, ausgestellt in Schwäbisch Hall, Johanniterhalle  (Abbildung in eZeitung vom 21. November 2008)
- Pfarrkirche St. Jakob in Wildsteig, Hochaltarfiguren